# Slano
Slano je naselje v Dubrovniško-neretvanski županiji in administrativno središče  občine Dubrovačko primorje (Hrvaška).

## Lega naselja
Slano leži na dnu globokega v celino segajočega istoimenskega zaliva (Luka Slano) Koločepskega kanala pred njegovo razširitvijo v Zaliv Budima v južni Dalmaciji ob cesti Split - Dubrovnik, okoli 37 km SZ od Dubrovnika. Globok zaliv je močno razčlenjen. Urejena pristaniška obala ob hotelu Admiral omogoča privez jahtam in jadrnicam. Morje ob privezih doseže globino tudi do 10 m.
Pristan je dobro zavarovan pred burjo in jugom.

## Zgodovina
Področje, kjer se razprostira današnje naselje Slano, je bilo poseljeno že v prazgodovini. Prvi naseljenci so bili Iliri, na kar nas opozarjajo najdbe pri arheoloških raziskovanjih, ko so odkrili ilirske gomile na okoliških gričih. V antiki so se tu naselili Rimljani. Na Rimljane nas opozarjajo najdbe na griču Gradina. Tu so ostanki zidov rimske trdnjave. Našli pa so tudi več sarkofagov, ki sedaj stojijo pred frančiškansko cerkvijo v Slanem. Frančiškansko cerkev je bila postaviljena leta 1420. V vaselju stoji še cerkev sv. Vlaha, zgrajena 1758. V bližnjem zaselku Banja stoji manjša cerkev postavljena v 13. stoletju.
Slano je bilo v lasti Dubrovniške republike od leta 1399 dalje. Tu je imel sedež knez, ki je imel svoj dvor. Dvor so koncem 19. stoletja gradbeno preuredili.
Vsako leto se 2. avgusta v Slanem prireja sejem. Domačini se ob tej priliki oblečejo v živopisane narodne noše in izvajajo starodavni ples Lindo.
Slano je bilo med domovinsko vojno 1991/1992 močno poškodovano, težke poškodbe pa mu je kasneje prizadel še potres. Kraj se sedaj, tudi z mednarodno pomočjo, pospešeno obnavlja.

## Gospodarstvo
Prebivalci Slana in okoliških zaselkov se ukvarjajo predvsem s poljedelstvom, pridelavo oliv in tobaka, sadjarstvom, vinogradništvom, nabiranjem rastlin (žajbelj, pelin, lovor), ribolovom in turizmom.

## Prebivalstvo
Ob popisu prebivalstva leta 2001 je v Slanem stalno živelo 552 prebivalcev, večinoma Hrvatov katoliške veroizpovedi.
| Pregled števila prebivalcev po letih | Pregled števila prebivalcev po letih | Pregled števila prebivalcev po letih | Pregled števila prebivalcev po letih | Pregled števila prebivalcev po letih | Pregled števila prebivalcev po letih | Pregled števila prebivalcev po letih | Pregled števila prebivalcev po letih | Pregled števila prebivalcev po letih | Pregled števila prebivalcev po letih | Pregled števila prebivalcev po letih | Pregled števila prebivalcev po letih | Pregled števila prebivalcev po letih | Pregled števila prebivalcev po letih | Pregled števila prebivalcev po letih |
| ------------------------------------ | ------------------------------------ | ------------------------------------ | ------------------------------------ | ------------------------------------ | ------------------------------------ | ------------------------------------ | ------------------------------------ | ------------------------------------ | ------------------------------------ | ------------------------------------ | ------------------------------------ | ------------------------------------ | ------------------------------------ | ------------------------------------ |
| 1857                                 | 1869                                 | 1880                                 | 1890                                 | 1900                                 | 1910                                 | 1921                                 | 1931                                 | 1948                                 | 1953                                 | 1961                                 | 1971                                 | 1981                                 | 1991                                 | 2001                                 |
| 487                                  | 461                                  | 459                                  | 507                                  | 510                                  | 501                                  | 399                                  | 443                                  | 434                                  | 430                                  | 471                                  | 464                                  | 426                                  | 512                                  | 552                                  |